# Ubistvo, draga moja
Ubistvo, draga moja (engl. Murder, my sweet) je američki noar film iz 1944. u režiji Edvarda Dmitrika, a uloge tumače Dik Pauel, Kler Trevor i En Širli. Film je baziran na romanu Rejmonda Čendlera Zbogom, draga moja iz 1940. Ovo je prvi put da se glavni lik pojavljuje pod imenom čuvenog privatnog detektiva Filipa Marloua, a istovremeno ovo je i druga adaptacija Čendlerovog romana nakon filma Falkon preuzima stvar. Rimejk je snimljen 1975. pod originalnim nazivom romana, a glavnu ulogu igrao je Robert Mičam.
Ovo je poslednji film En Širli, ona se povukla iz glume sa 26 godina.

## Uloge
- Dik Pauel - Filip Marlou
- Kler Trevor - Helen Grejl/Velma Valento
- En Širli - En Grejl
- Oto Kriger - Džuls Amtor
- Majk Mazurki - Mus Maloj
- Majls Mander - G-din Grejl
- Don Daglas - Poručnik Rendal
- Daglas Morton - Lindsi Meriot